# Andreyivanovita
L'andreyivanovita és un mineral de la classe dels elements natius. Rep el seu nom d'Andrey Ivanov (1937), mineralogista i geoquímic rus. Va ser aprovada per l'Associació Mineralògica Internacional l'any 2006.

## Característiques
L'andreyivanovita és un fosfur de fórmula química FeCrP que cristal·litza en el sistema ortoròmbic. És l'anàleg amb crom dominant de la florenskiïta, en la qual hi predomina el titani.
Segons la classificació de Nickel-Strunz, l'andreyivanovita pertany a «01.BD - Fosfurs» juntament amb els següents minerals: schreibersita, niquelfosfur, barringerita, monipita, florenskiïta, allabogdanita i melliniïta.

## Formació i jaciments
L'andreyivanovita va ser descoberta al meteorit Kaidun, que va caure al Iemen el 3 de desembre de 1980, un meteorit amb una composició inusualment variada fent que el seu origen sigui incert, tot i que es creu que prové del satèl·lit marcià Fobos. També se n'ha trobat en altres dos meteorits recollits al nord-oest del continent africà els anys 2003 i 2009. L'any 2023 es va publicar el primer estudi que afirmava la primera troballa d'andreyivanovita terrestre, concretament en bretxes amb gehlenita al complex Hatrurim del desert del Nègueb, a Israel.